# Маади

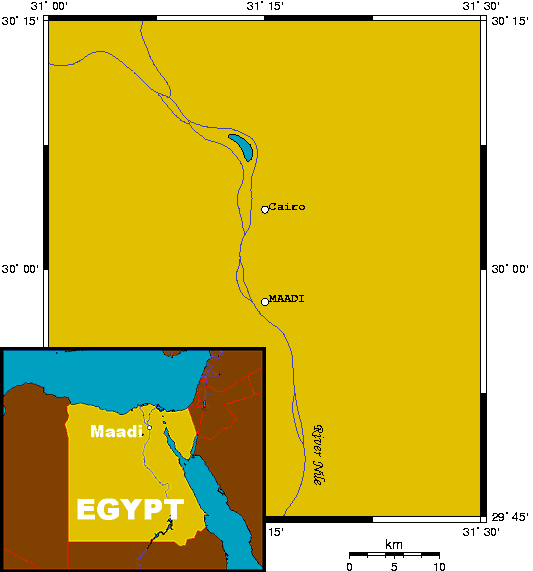

Маади (араб. معادي‎ Maʿādī) — южный пригород Каира с относительно высоким уровнем жизни. Здесь находятся Каирский Американский Колледж (Cairo American College — CAC), Французский Лицей Каира (Lycée Français du Caire — LCF), Египетско-Американский Колледж (Misr American College — M.A.C), Британская Международная Школа Маади (Maadi British International School — MBIS), автопроизводитель Speranza Motors и регбийный клуб «Каиро Регби» (Cairo Rugby).
В Маади до своего замужества жила Дина, Королева Иордании, прямая правнучка Аунаррафика, одного из последних Эмиров Хиджаза. Её именем названа улица, на которой она жила. Её помолвка с Хусейном I состоялась в Маади.

## История
Маади начали застраивать в конце 20-х годов XX века богатые еврейские коммерсанты. Также здесь стали селиться британские военные и чиновники. После Второй мировой войны почти треть населения Маади составляли евреи. Кроме того, район пользовался популярностью у богатых арабов, подражавших европейцам. Здесь было много церквей и синагог, а также частных английских и французских школ. В 1960 г. в Маади поселилось семейство Завахири, в котором подрастал будущий лидер Аль-Каиды Айман аз-Завахири.

## Археология
В 30-х годах XX века египетский археолог М. Амер и австрийский учёный О. Менгин исследовали здесь поселение земледельцев эпохи энеолита, особенности находок в котором позволили идентифицировать отдельную культуру Нижнего Египта — Маади-Буто